# Ardèche (folyó)
Az Ardèche folyó Franciaország területén, a Rhône jobb oldali  mellékfolyója.

## Földrajzi adatok
Lozère megyében, a Francia-középhegységben ered 1430 méter magasan,  és Pont-Saint-Esprit-nél, Gard megyében torkollik a Rhône-ba. Hossza 125 km, vízgyűjtő területe 2376 km². Átlagos vízhozama 65 m³ másodpercenként.
Mellékfolyói az Auzon, Ligne, Chassezac, Beaume és az Ibie. Ardèche megye névadója.

## Megyék és városok a folyó mentén
- Lozère
- Ardèche: Vals-les-Bains, Aubenas, Vallon-Pont-Arc
- Gard: Pont-Saint-Esprit